# Papa Francisc
Papa Francisc (născut Jorge Mario Bergoglio, n. 17 decembrie 1936, Flores⁠(d), Buenos Aires, Argentina – d. 21 aprilie 2025, Domus Sanctae Marthae, Vatican) a fost al 266-lea episcop al Romei și papă al Bisericii Catolice, ales la 13 martie 2013, în a doua zi a conclavului din 2013. Din 1998 a fost arhiepiscop de Buenos Aires. A fost primul papă neeuropean după papa Grigore al III-lea (731-741). De asemenea, a fost primul papă originar de pe continentul american și primul papă iezuit.

## Viața

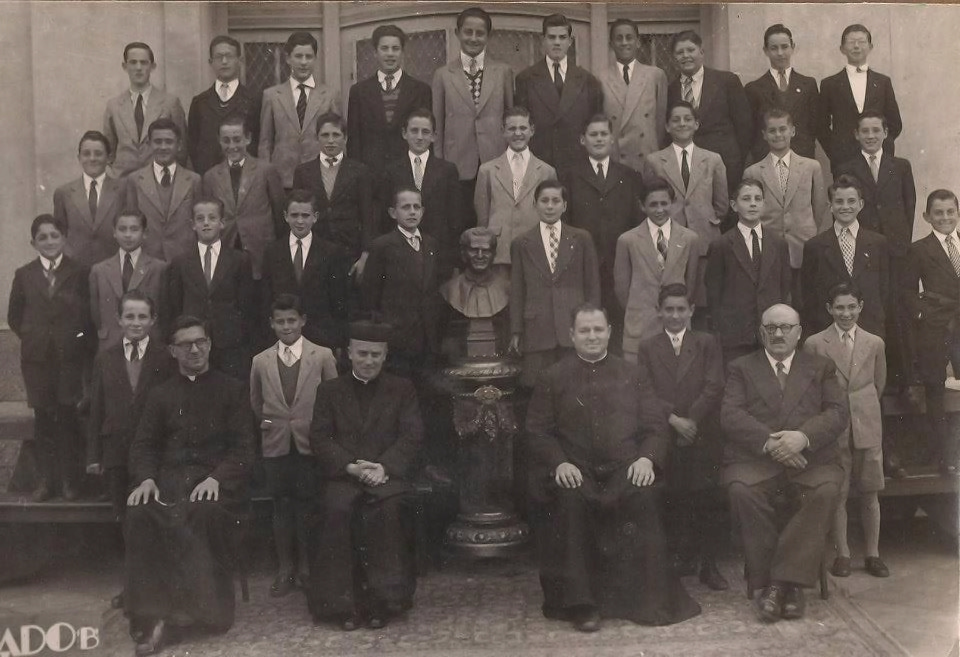
Jorge Mario Bergoglio (al patrulea băiat din stânga, în rândul al treilea de sus) la vârsta de 12 ani, Colegiul Salezian (1948-1949)

Jorge Mario Bergoglio s-a născut în Buenos Aires într-o familie de emigranți italieni, fiind unul dintre cei cinci copii ai unui muncitor feroviar italian. A studiat chimia la Buenos Aires, apoi a urmat cursurile seminarului din cartierul Villa Devoto (Buenos Aires). La 11 martie 1958 a devenit novice în ordinul iezuit. A revenit în Argentina, unde a obținut licența în filosofie la Colegio Máximo San José din San Miguel (Buenos Aires), apoi a predat literatură și psihologie la Colegio de la Inmaculada din Santa Fe și la Colegio del Salvador din Buenos Aires.
Unul din formatorii spirituali ai lui Bergoglio a fost preotul greco-catolic Stefan Czmil⁠(d), refugiat din Ucraina, care l-a inițiat în spiritualitatea creștină răsăriteană.
La conclavul din 2005 Bergoglio a obținut în conformitate cu informațiile din presă - care se bazează pe declarațiile anonime ale unui cardinal - zece voturi în primul tur de scrutin, 35 în al doilea și 40 în al treilea.
Papa Francisc a fost ales la conclavul din 2013 cu cel puțin 77 de voturi din 115. Conform unor surse ar fi întrunit consensul mai multor fracțiuni din conclav, ceea ce a dus la alegerea sa cu peste 90 de voturi din totalul de 115.

## Cariera ecleziastică

### Iezuit
Jorge Mario Bergoglio a intrat în Societatea lui Isus la 11 martie 1958 și a studiat pentru a deveni preot la seminarul iezuit în cartierul Villa Devoto din Buenos Aires. În 1960 Bergoglio a obținut o licențiere în filosofie de la Colegiul Maximo San Jose din San Miguel; în 1964 și 1965, a predat literatura și psihologia la Colegio de la Inmaculada, un liceu în provincia Santa Fe, Argentina, iar în 1966 el a predat cursuri de același fel la Colegio del Salvador din Buenos Aires.
A fost hirotonit preot în data de 13 decembrie 1969.

### Episcop
În anul 1992 a fost numit episcop auxiliar de Buenos Aires. Consacrarea sa episcopală a avut loc în data de 27 iunie 1992. În data de 28 februarie 1998 a devenit arhiepiscop de Buenos Aires. La 6 noiembrie 1998 i-a fost încredințată suplimentar jurisdicția episcopală asupra credincioșilor de rit bizantin din Argentina, inclusiv a celor aparținând Bisericii Române Unite cu Roma. Credincioșii din Argentina aparținători Bisericii Greco-Catolice Ucrainene au din 1968 episcop propriu, sufragan (subordonat) arhiepiscopului de Buenos Aires. Între 2009-2011 episcop al ucrainienilor catolici din Argentina a fost Sviatoslav Șevciuc, actualul arhiepiscop de Kiev-Halici.

### Cardinal
În consistoriul din 21 februarie 2001 papa Ioan Paul al II-lea l-a ridicat la demnitatea de cardinal.
Una dintre problemele delicate care au tensionat extrem relația dintre guvernul argentinian și cardinalul Jorge Mario Bergoglio a fost cea a căsătoriei între persoane de același sex. La 9 iulie 2010, cu o zi înainte de aprobarea unei legi care să permită această căsătorie, cardinalul Jorge Mario Bergoglio a emis o notă în care proiectul legislativ, care prevedea că homosexualii s-ar putea căsători și ar putea adopta copii, era calificat ca „un război distructiv contra planului lui Dumnezeu”.
Președintele Argentinei, Cristina Fernández de Kirchner, a acuzat în termeni duri campania cardinalului Bergoglio împotriva legiferării căsătoriei între persoane de același sex, care a fost dezbătut în parlament. Cristina Fernández de Kirchner a apreciat poziția Bisericii ca aparținând „epocii medievale și Inchiziției”.
Sergio Rubin, biograful lui Jorge Mario Bergoglio, a reținut poziția nuanțată a acestuia încă din timpul în care a fost arhiepiscop de Buenos Aires. Astfel, arhiepiscopul Bergoglio s-a pronunțat în 2010 pentru uniunile civile între persoanele de același sex drept o soluție de compromis. Conform aceleiași surse, cei mai mulți episcopi argentinieni nu au aderat la soluția preconizată de arhiepiscop.

### Papă

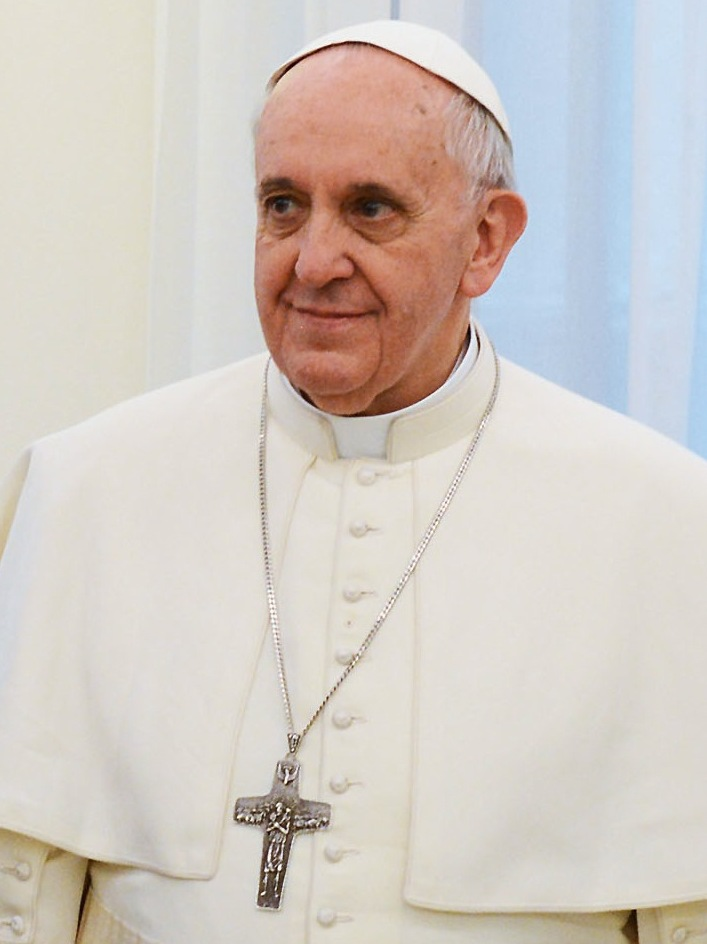
Papa Francisc în 2013

La 13 martie 2013, la ieșirea din conclavul însărcinat să-l aleagă pe succesorul papei demisionar Benedict al XVI-lea, cardinalul protodiacon Jean-Louis Tauran a pronunțat celebra formulă Habemus papam, anunțând lumii alegerea cardinalului Jorge Mario Bergoglio sub numele de Francisc.
În data de 14 martie 2013, prima zi de după alegerea sa în funcția de episcop al Romei și papă al Bisericii Catolice, a vizitat Bazilica Santa Maria Maggiore și s-a închinat icoanei Salus populi Romani. La întâlnirea cu jurnaliștii din data de 16 martie 2013 a arătat că și-a ales numele de papă în amintirea lui Francisc de Assisi. Cu aceeași ocazie a spus că i s-a sugerat să-și ia numele de Adrian, în semn de continuitate cu papa Adrian al VI-lea.
Slujba de inaugurare a pontificatului său a avut loc la 19 martie 2013. La această slujbă a participat și patriarhul Bartolomeu I al Constantinopolului. Prezența patriarhului de Constantinopol a constituit o premieră pentru epoca modernă.
Ca și conducător al Bisericii Catolice, Papa Francisc a adoptat un ton mult mai conciliant față de predecesorii săi în ceea ce privește minoritățile sexuale. În iulie 2013, declarația sa televizată „Cine sunt eu să judec?” a fost relatată pe larg în presa internațională, devenind una dintre cele mai faimoase declarații ale sale privind persoanele LGBTQ. În alte declarații publice, Francisc a subliniat necesitatea de a accepta și sprijini persoanele LGBTQ, și a denunțat legile care incriminează homosexualitatea. Deși a reiterat învățătura catolică tradițională conform căreia căsătoria este între un bărbat și o femeie, el a susținut uniunile civile ca protecție juridică pentru cuplurile de același sex.
În data de 25 mai 2014, la 50 de ani de la întâlnirea istorică dintre patriarhul Athenagoras și papa Paul al VI-lea la Ierusalim, papa Francisc s-a întâlnit, tot la Ierusalim, cu patriarhul Bartolomeu.
În ziua de 12 februarie 2016 papa Francisc a avut o întâlnire cu patriarhul Chiril I al Moscovei, în Havana, capitala Cubei, în urma căreia au semnat o declarație comună, cu 30 de paragrafe, în care, printre altele, cei doi își exprimă speranța că această întâlnire va deschide calea reducerii tensiunilor între greco-catolici și ortodocși, intensificate de conflictul din Ucraina.
De la invadarea Ucrainei de către Rusia în februarie 2022, papa Francisc a luat diverse inițiative pentru a promova pacea. Papa Francisc a trimis doi cardinali de rang înalt, Konrad Krajewski și Michael Czerny, cu ajutor umanitar în Ucraina. Pe 25 martie 2022 papa Francisc a invocat ocrotirea Maicii Domnului atât pentru Rusia, cât și pentru Ucraina.

## Diverse

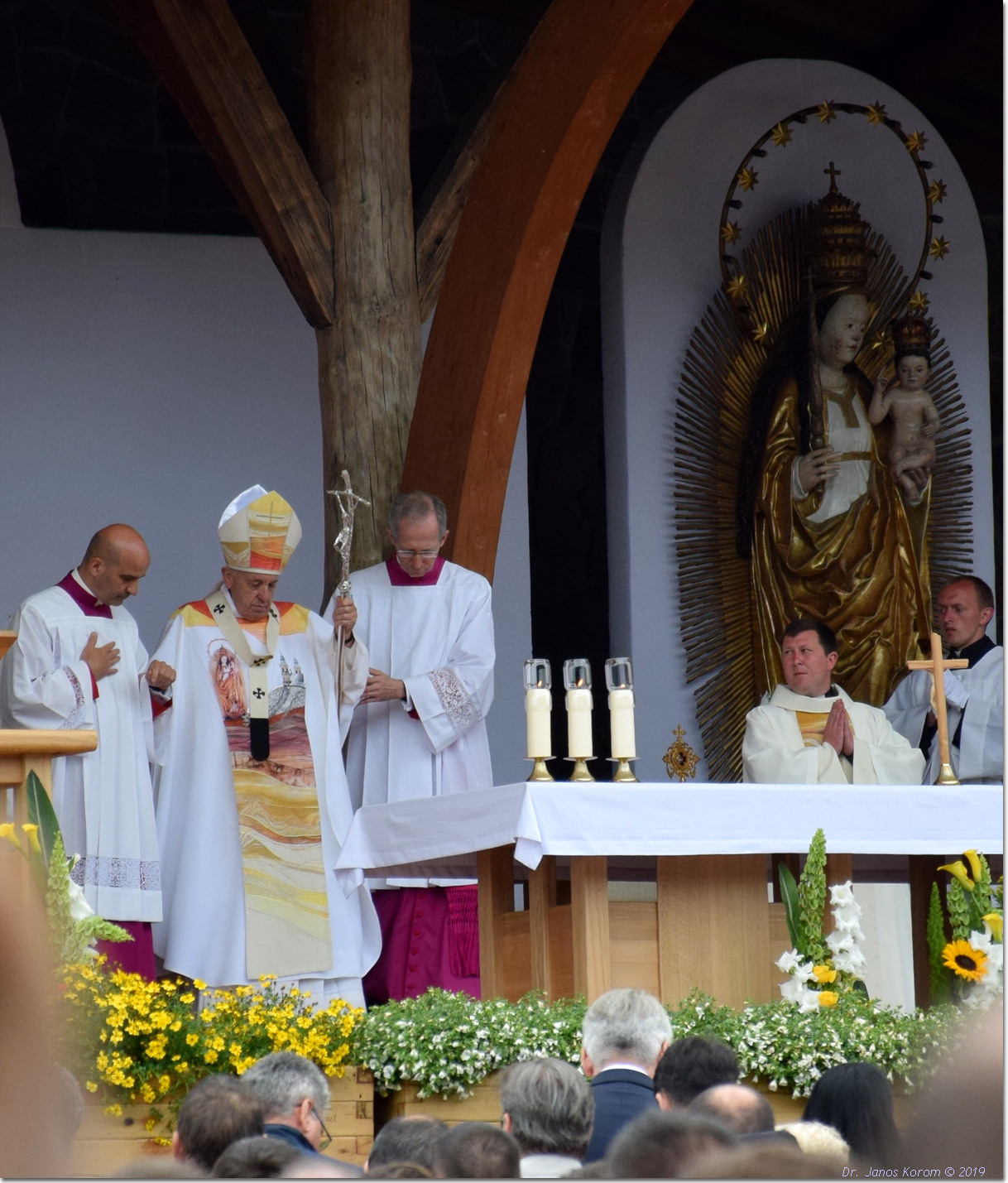
Papa Francisc la Șumuleu Ciuc (1 iunie 2019)

Papa Francisc vorbea cursiv următoarele limbi: spaniolă, limba oficială a Argentinei, italiana - limba maternă a părinților -, engleza, franceza, latina, germana, limbă în care și-a redactat teza de filosofie. Poseda noțiuni de limbă portugheză. În domeniul literar Jorge Bergoglio aprecia cel mai mult scriitorii Friedrich Hölderlin, Jorge Luis Borges și Feodor Mihailovici Dostoievski. Îi plăceau de asemenea filmele neorealismului italian. Iubea fotbalul și era susținătorul echipei argentiniene San Lorenzo de Almagro din Primera División de Argentina.
La 24 noiembrie 2017 papa Francisc a fost ales membru de onoare al Academiei Române.
În perioada 31 mai-2 iunie 2019 a avut loc vizita papei Francisc în România, sub genericul „Să mergem împreună!”. În data de 2 iunie 2019 a prezidat pe Câmpia Libertății din Blaj slujba de beatificare a celor 'apte episcopi martiri români greco-catolici: Cardinal Iuliu Hossu - episcop de Cluj-Gherla, Valeriu Traian Frențiu - episcop de Oradea Mare, Vasile Aftenie - episcop vicar al Bucureștiului,  Ioan Suciu - administrator apostolic al Arhiedecezei de Alba Iulia și Făgăraș,  Ioan Bălan - episcop de Lugoj, Alexandru Rusu - mitropolit ales al Bisericii greco-catolice (nerecunoscut de autrotățile comuniste), episcop de Maramureș, Tit Liviu Chinezu - episcop consacrat în clandestinitate. 

## Decesul
Pe 21 aprilie 2025, Suveranul Pontif a încetat din viață. În cei 12 ani la conducerea Vaticanului, Papa a suferit de mai multe probleme de sănătate care i-au afectat viața, justificându-se astfel cauzele decesului (pe 14 februarie 2025, el fusese internat la un spital din Roma, cu grave probleme respiratorii).
Moartea papei Francisc a fost cauzată de un accident vascular cerebral, care a dus la comă și stop cardiocirculator ireversibil.
Robert Francis Prevost a fost ales papă al Bisericii Catolice, cunoscut sub numele Leon al XIV-lea, devenind primul suveran pontif american din istorie.

## Operă
- Meditaciones para religiosos, Diego de Torres, Buenos Aires 1982, ISBN 9500210002.
- Reflexiones sobre la vida apostólica,  Diego Torres, Buenos Aires 1987, ISBN 950-09210-07-2.
- Reflexiones de esperanza, Ediciones Universidad del Salvador, Buenos Aires 1992.
- Diálogos entre Juan Pablo II y Fidel Castro, Dir. y coor. por Jorge Mario Bergoglio. Buenos Aires 1998, ISBN 978-987-507-074-5.
- Educar: exigencia y pasión desafíos para educadores cristianos. Editorial Claretiana, Buenos Aires 2003, ISBN 9505124570.
- Ponerse la patria al hombro : memoria y camino de esperanza. Editorial Claretiana, Buenos Aires 2004, ISBN 9505125119
- La nación por construir : utopía, pensamiento y compromiso : VIII Jornada de Pastoral Social. Editorial Claretiana, Buenos Aires 2005, ISBN 9505125461
- Corrupcion y Pecado. Algunas reflexiones en torno al tema de la corrupcion. Editorial Claretiana, Buenos Aires 2006, ISBN 978-950-512-572-2
- Sobre la acusación de sí mismo, 2006
- El verdadero poder es el servicio. Editorial Claretiana, Buenos Aires 2007
- Jorge Mario Bergoglio, Abraham Skorka: Sobre el Cielo y la Tierra. Editorial Sudamericana, Buenos Aires 2010, ISBN 9789500732932 [63]
- Nosotros como ciudadanos, nosotros como pueblo : hacia un bicentenario en justicia y solidaridad 2010-2016. Editorial Claretiana, Buenos Aires 2011, ISBN 9789505127443.
- Mente abierta, corazón creyente, 2012

## Titluri și blazon

Stema cardinalului Bergoglio
Stema papei Francisc